# A Manhã do Mundo
A Manhã do Mundo (literalmente La Mañana del Mundo) es la primera novela del escritor portugués Pedro Guilherme-Moreira.

El libro parte de los eventos del 11-S, en Nueva York.

Fue lanzado en portugués en mayo de 2011, por Publicações Dom Quixote.

## Lanzamiento

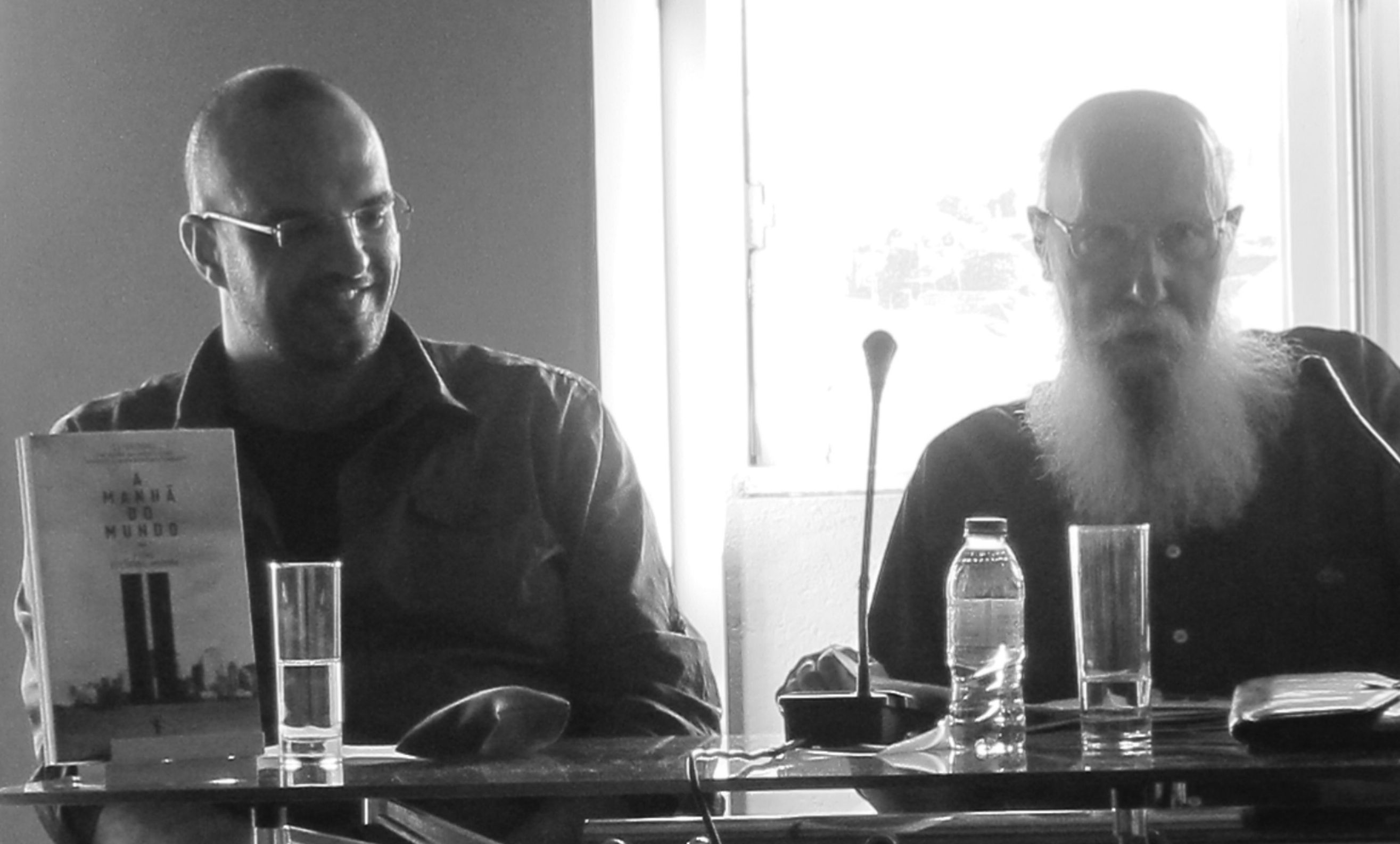
El autor e el Profesor Pinto da Costa en el lanzamiento en Oporto, en julio de 2011

El lanzamiento del libro en la ciudad natal del autor, se llevó a cabo en el Clube Literário do Porto (literalmente, "Club Literario de Oporto"), en 10 de julio, con la presentación del Profesor Pinto da Costa.

## Sinopsis
11-S 2001. "¿Y si alguien que lo ha visto todo, podría, de repente, despertar a tiempo para evitar la tragedia?". Este es el presupuesto que, en la portada, esta novela presenta.
Básicamente, esta es la historia de cinco personas, Thea, Mark, Millard, Alice y Salomón, que saltaron de las Torres Gemelas el 11 de septiembre de 2001. Es también la historia de Ayda, que los llama cobardes, y su marido. Ahora "imagine que en el 13 de septiembre, el Universo restablece el día 11 para algunos de ellos".